# Kornwestheim
Kornwestheim là một thị xã ở huyện Ludwigsburg, Baden-Württemberg, Đức. Đô thị này có diện tích 14,64 km², dân số thời điểm ngày 31 tháng 12 năm 2006 là 30.789 người. Đô thị này có cự ly khoảng 10 km về phía bắc của Stuttgart, và 5 km về phía nam của Ludwigsburg.

## Địa lý

### Khí hậu
| Dữ liệu khí hậu của Kornwestheim (1991-2020)         | Dữ liệu khí hậu của Kornwestheim (1991-2020) | Dữ liệu khí hậu của Kornwestheim (1991-2020) | Dữ liệu khí hậu của Kornwestheim (1991-2020) | Dữ liệu khí hậu của Kornwestheim (1991-2020) | Dữ liệu khí hậu của Kornwestheim (1991-2020) | Dữ liệu khí hậu của Kornwestheim (1991-2020) | Dữ liệu khí hậu của Kornwestheim (1991-2020) | Dữ liệu khí hậu của Kornwestheim (1991-2020) | Dữ liệu khí hậu của Kornwestheim (1991-2020) | Dữ liệu khí hậu của Kornwestheim (1991-2020) | Dữ liệu khí hậu của Kornwestheim (1991-2020) | Dữ liệu khí hậu của Kornwestheim (1991-2020) | Dữ liệu khí hậu của Kornwestheim (1991-2020) |
| Tháng                                                | 1                                            | 2                                            | 3                                            | 4                                            | 5                                            | 6                                            | 7                                            | 8                                            | 9                                            | 10                                           | 11                                           | 12                                           | Năm                                          |
| ---------------------------------------------------- | -------------------------------------------- | -------------------------------------------- | -------------------------------------------- | -------------------------------------------- | -------------------------------------------- | -------------------------------------------- | -------------------------------------------- | -------------------------------------------- | -------------------------------------------- | -------------------------------------------- | -------------------------------------------- | -------------------------------------------- | -------------------------------------------- |
| Cao kỉ lục °C (°F)                                   | 18.3 (64.9)                                  | 21.5 (70.7)                                  | 24.6 (76.3)                                  | 31.2 (88.2)                                  | 32.7 (90.9)                                  | 36.0 (96.8)                                  | 37.9 (100.2)                                 | 38.8 (101.8)                                 | 32.4 (90.3)                                  | 29.7 (85.5)                                  | 22.0 (71.6)                                  | 17.2 (63.0)                                  | 38.8 (101.8)                                 |
| Trung bình ngày tối đa °C (°F)                       | 4.9 (40.8)                                   | 6.5 (43.7)                                   | 11.0 (51.8)                                  | 15.6 (60.1)                                  | 19.6 (67.3)                                  | 23.0 (73.4)                                  | 25.2 (77.4)                                  | 25.1 (77.2)                                  | 20.3 (68.5)                                  | 15.1 (59.2)                                  | 9.1 (48.4)                                   | 5.6 (42.1)                                   | 15.1 (59.2)                                  |
| Trung bình ngày °C (°F)                              | 2.1 (35.8)                                   | 3.0 (37.4)                                   | 6.6 (43.9)                                   | 10.7 (51.3)                                  | 14.6 (58.3)                                  | 18.1 (64.6)                                  | 20.0 (68.0)                                  | 19.7 (67.5)                                  | 15.3 (59.5)                                  | 10.7 (51.3)                                  | 5.9 (42.6)                                   | 2.9 (37.2)                                   | 10.8 (51.4)                                  |
| Tối thiểu trung bình ngày °C (°F)                    | −0.6 (30.9)                                  | −0.3 (31.5)                                  | 2.5 (36.5)                                   | 5.7 (42.3)                                   | 9.7 (49.5)                                   | 13.1 (55.6)                                  | 15.0 (59.0)                                  | 14.7 (58.5)                                  | 10.8 (51.4)                                  | 7.1 (44.8)                                   | 3.0 (37.4)                                   | 0.3 (32.5)                                   | 6.8 (44.2)                                   |
| Thấp kỉ lục °C (°F)                                  | −21.2 (−6.2)                                 | −17.5 (0.5)                                  | −14.6 (5.7)                                  | −5.8 (21.6)                                  | −1.2 (29.8)                                  | 1.9 (35.4)                                   | 4.5 (40.1)                                   | 5.2 (41.4)                                   | 0.5 (32.9)                                   | −4.0 (24.8)                                  | −10.0 (14.0)                                 | −17.6 (0.3)                                  | −21.2 (−6.2)                                 |
| Lượng Giáng thủy trung bình mm (inches)              | 39.0 (1.54)                                  | 33.0 (1.30)                                  | 41.0 (1.61)                                  | 36.0 (1.42)                                  | 76.0 (2.99)                                  | 75.0 (2.95)                                  | 81.0 (3.19)                                  | 72.0 (2.83)                                  | 50.0 (1.97)                                  | 53.0 (2.09)                                  | 50.0 (1.97)                                  | 49.0 (1.93)                                  | 655.0 (25.79)                                |
| Nguồn: Kornwestheim Wetter und Klima / wetterlabs.de |                                              |                                              |                                              |                                              |                                              |                                              |                                              |                                              |                                              |                                              |                                              |                                              |                                              |

## Thành phố kết nghĩa
- Eastleigh ở Anh
- Villeneuve-Saint-Georges, Pháp